# NGC 4489
NGC 4489 ist eine elliptische Zwerggalaxie vom Hubble-Typ E1 im Sternbild Coma Berenices am Nordsternhimmel. Sie ist schätzungsweise 41 Millionen Lichtjahre von der Milchstraße entfernt und hat einen Durchmesser von etwa 25.000 Lj. Die Galaxie ist unter der Katalognummer VCC 1321 als Mitglied des Virgo-Galaxienhaufens gelistet.
Im selben Himmelsareal befinden sich u. a. die Galaxien NGC 4498, NGC 4502, IC 796, IC 3448.
Das Objekt wurde am 21. März 1784 vom deutsch-britischen Astronomen Wilhelm Herschel entdeckt.